# ميكولا كرافشينكو
ميكولا سيروفوكي كرافشينكو (بالأوكرانية: Микола Сергійович Кравченко)(وُلدَ في 20 أيار عام 1983، توفيَّ في 14 اّذار عام 2022) هو مَدني أوكراني، وشَخصيةٌ سياسيةٌ، وزَعيم مُنظر لكتيبة أزوفِ اليمينةِ المُتطرفةِ، وأحدُ مؤسسي مُنظمة القومية الأوكرانية، ومنظمة باتريات الأوكرانية، شَغَلَ مَنصب نَائب زَعيم حزبَ الفيلق الوَطني اليميني المُتطرف.
ميكولا أحدُ المحاربين القُدامى في الحربِ الروسية الأوكرانية، قُتل على يد القواتِ المسلحة الروسية في مَعركة كييف في 14 أذار عام 2022 خلال الغَزو الروسيّ لأوكرانيا.